# Kytorhinus sharpianus
Kytorhinus sharpianus là một loài bọ cánh cứng trong họ Bruchidae. Loài này được Bridwell miêu tả khoa học năm 1932.